# Rage in Eden
Rage in Eden è il quinto album del gruppo inglese Ultravox, pubblicato nel 1981. È il secondo album del gruppo con nella formazione con Midge Ure.
La pubblicazione dell'album a settembre del 1981 è stata preceduta dall'uscita del singolo "The Thin Wall" ad agosto. Seguirà ad ottobre l'uscita di un secondo singolo "The Voice".
L'album è stato ristampato su CD nel 1997, e in versione 'definitiva' in doppio CD nel 2008. Quest'ultima contiene le tracce della prima ristampa e in più dei brani registrati dal vivo nel 1981. Include anche delle versioni "work in progress" dei brani "Stranger Within" e "The Thin Wall".

## Tracce
Testi di Midge Ure, eccetto dove indicato.
1. The Voice – 6:01 (musica: Cann, Cross, Ure, Currie)
2. We Stand Alone – 5:39 (musica: Cross, Ure, Currie, Cann)
3. Rage in Eden – 4:12 (musica: Cann, Currie - testo: Ure, Cann)
4. I Remember (Death in the Afternoon) – 4:57 (musica: Currie, Cann)
5. The Thin Wall – 5:39 (musica: Cann, Currie, Ure)
6. Stranger Within – 7:26 (musica: Currie, Cann, Cross - testo: Ure, Cann)
7. Accent on Youth – 5:57 (musica: Cann, Currie, Ure)
8. The Ascent – 1:10 (musica: Currie, Cann)
9. Your Name (Has Slipped My Mind Again) – 4:29 (musica: Currie, Cann, Ure)

Tracce bonus riedizione 1997
1. I Never Wanted to Begin – 3:31 (musica: Cann, Currie, Ure, Cross)
2. Paths and Angles – 4:19 (musica: Cann, Cross - testo: Cann)
3. I Never Wanted to Begin (Extended Version) – 6:17

## Formazione
- Midge Ure: voce, chitarra
- Warren Cann: batteria, percussioni elettroniche, sintetizzatori, cori, voce solista in The Voice, Rage In Eden, The Thin Wall, Stranger Within e Paths And Angles
- Billy Currie: tastiere, sintetizzatori, pianoviolino, cori
- Chris Cross: basso, sintetizzatore, cori, voce solista in The Voice e Paths And Angles